# Некроморфи
Некроморфи (від дав.-гр.  νεκρός «смерть» і  μορφή «форма») — ворожі інопланетні організми в серії відеоігор Dead Space, а також заснованих на її сюжеті коміксах і анімаційних фільмах.

## Опис
Їх поява пов'язана з артефактом «Обеліск», в якому записана їх ДНК. Для «розмноження» некроморфам потрібні трупи інших органічних істот, тож вони вкрай агресивні по відношенню до всіх інших видів. Перетворення захопленого тіла відбувається за дуже короткий проміжок часу. Будучи невразливими до значень температури та відсутності кисню вони володіють надвисокою витривалістю, і здатні переносити практично будь-які поранення, внаслідок чого, як правило, найефективнішим засобом спинити більшість з їхніх різновидів є розчленування.
Некроморфи асоціюються з вторгненням в психіку персонажа — в тому числі з галюцинаціями, в яких розмиваються межі між життям, смертю, минулим і сьогоденням. Вони поєднують в собі інопланетний розум і частини людських тіл, порушуючи кордон як між людським і нелюдським, так і між окремими людськими істотами — тіла некроморфів можуть бути зібрані з розчленованих трупів, що належали різним людям. За словами продюсера Dead Space Глена Шофілда при створенні цих монстрів розробники вивчили безліч фотографій реальних понівечених трупів — жертв автомобільних катастроф, військових конфліктів і тому подібного. Художник Крістофер Шай, який працював над графічними новелами по серії, для створення образів некроморфів вивчав медичні статті про пухлини і онкологічних захворюваннях; з його точки зору, некроморфи повинні поводити себе подібним чином — «одна клітинна маса атакує іншу». Також ідейними прототипами, згідно слів розробників та оглядачів, став монстр з «Дещо» Джона Кемпбела та ксеноморфи.
Деякі некроморфи людиноподібні, тоді як інші поєднують у собі елементи людської зовнішності і риси павукоподібних. Окремі мають людські обличчя, застиглі в крику або гримаси, що виражають крайні міри емоцій або болю. Єдні види некроморфів відрізняються надприродною рухливістю, інші повільно шкандибають або похитуються при ходьбі, треті прикріплені до стін космічного корабля. Некроморфи видають різноманітні звуки — рев, стогін, зітхання; деякі істоти можуть лопатися, випускаючи назовні менших тварин, викидати назовні отруйні рідини або пари. Якщо некроморфам вдається дістатися до протагоніста, вони розправляються з ним різноманітними способами — атакують дистанційно, протикають, чи розривають на шматки.